# Transiluminação com fibra ótica
A transiluminação com fibra ótica conhecida como FOTI - Fibre Optic Transillumination. Vem sendo empregada principalmente em pesquisas, como auxiliar para o diagnóstico de cáries em superfícies proximais de dentes posteriores, tendo em vista que não se baseia em radiações ionizantes, sendo biologicamente mais aconselhável que os raio X. A visualização de uma sombra na dentina sob o esmalte intacto já permite um diagnóstico correto da presença de cárie por este método, que cada vez mais é considerado como um apoio adicional em estudos epidemiológicos realizados junto a comunidade reconhecidas como de baixa prevalência de cárie.